# Ishikawa Naoto
Naoto Ishikawa (sinh ngày 7 tháng 11 năm 1989) là một cầu thủ bóng đá người Nhật Bản.

## Sự nghiệp câu lạc bộ
Naoto Ishikawa đã từng chơi cho Mito HollyHock.